# Chaetopteryx polonica
Chaetopteryx polonica là một loài Trichoptera trong họ Limnephilidae. Chúng phân bố ở miền Cổ bắc.